# جون هاغرتي
جون هاغرتي (بالإنجليزية: John Haggerty)‏ هو موسيقي وعازف قيثارة أمريكي، ولد في 17 أكتوبر 1960 في شيكاغو في الولايات المتحدة.

## روابط خارجية
- جون هاغرتي على موقع أول ميوزيك (الإنجليزية)
- جون هاغرتي على موقع ديسكوغز (الإنجليزية)